# クアランティ
クアランティ（伊: Quaranti）は、イタリア共和国ピエモンテ州アスティ県にある、人口約200人の基礎自治体（コムーネ）。

## 地理

### 位置・広がり

#### 隣接コムーネ
隣接するコムーネは以下の通り。括弧内のALはアレッサンドリア県所属を示す。
- アーリチェ・ベル・コッレ (AL)
- カステッレット・モリーナ
- フォンタニーレ
- モンバルッツォ
- リカルドーネ (AL)

#### 地震分類
イタリアの地震リスク階級 (it) では、3 に分類される
。